# Linh Sơn (phường)
Linh Sơn là một xã thuộc thành phố Thái Nguyên, tỉnh Thái Nguyên, Việt Nam.

## Địa lý
Xã Linh Sơn nằm ở phía đông bắc thành phố Thái Nguyên, có vị trí địa lý:
- Phía đông giáp huyện Đồng Hỷ
- Phía tây giáp phường Đồng Bẩm và phường Túc Duyên
- Phía nam giáp huyện Đồng Hỷ và xã Huống Thượng
- Phía bắc giáp huyện Đồng Hỷ.

Xã Linh Sơn có diện tích 15,50 km², dân số năm 2016 là 9.720 người, mật độ dân số đạt 627 người/km².

## Lịch sử
Xã Linh Sơn trước đây vốn thuộc huyện Đồng Hỷ.
Ngày 18 tháng 8 năm 2017, toàn bộ diện tích và dân số của xã Linh Sơn được sáp nhập vào thành phố Thái Nguyên như hiện nay.

## Hành chính
Xã Linh Sơn được chia thành 14 xóm: Núi Hột, Mỏ Đá, Hùng Vương, Bến Đò, Ngọc Lâm, Nam Sơn, Cây Thị, Cây Sơn, Tân Lập, Ao Lang, Thanh Chử, Thông Nhãn, Làng Phan, Khánh Hòa.